# Praepapilio
Praepapilio — вымерший род чешуекрылых, принадлежащий семейству парусников. Известны по окаменелым отпечаткам формаций среднего эоцена (50,3—46,2 млн лет назад) из штата Колорадо, США. Род пока является единственным известным представителем ископаемого подсемейства Praepapilioninae.
Род был описан Durden и Rose в 1978 году и выделен в своё собственное подсемейство Praepapilioninae. В составе рода известно только два ископаемых вида, каждый из которых, в свою очередь, известен только по одному единственному экземпляру. Недавнее морфологическое исследование, однако, обнаружило тесную взаимосвязь между ископаемым видом Praepapilio colorado и трибой Papilionini в составе современно подсемейства Papilioninae.

## Виды
- † Praepapilio colorado

Типовой вид рода. Голотип происходит из сланца Грин-Ривер в возрасте среднего эоцена, члена Parachute Creek, недалеко от Райдома, штат Колорадо. Дурден и Роуз в своей статье 1978 года сравнивают P. colorado с ныне живущим видом Baronia brevicornis и предполагают, что второй вид рода P. gracilis может относиться к P. colorado, и что различия между ними, возможно, обусловлены половым диморфизмом.
- † Praepapilio gracilis

Как и в случае P. colorado, голотип P. gracilis был из того же места в Колорадо. Он отличается от типового вида тем, что он меньше и более грациозен по форме, хотя анатомические различия могут быть связаны с половым диморфизмом.